# Ditadura dos coronéis
A Junta Grega ou Regime dos Coronéis (em grego:  καθεστώς των Συνταγματαρχών, transl.: kathestós ton Syntagmatarchón) foi uma ditadura militar de direita que governou a Grécia de 1967 a 1974. Em 21 de abril de 1967, um grupo de coronéis derrubou o governo provisório um mês antes das eleições programadas, nas quais o Sindicato Central de Geórgios Papandréu foi o favorito para vencer.
A ditadura foi caracterizada por políticas como o anticomunismo, restrições às liberdades civis e prisão, tortura e exílio de opositores políticos. Foi governado por Geórgios Papadópulos de 1967 a 1973, mas uma tentativa de renovar o seu apoio num referendo de 1973 sobre a monarquia e a democratização gradual foi encerrada por outro golpe do linha-dura Dimítrios Ioannídis, que o governou até cair em 24 de julho de 1974. a pressão da invasão turca de Chipre, levando ao Metapolitefsi ("mudança de regime") (em grego:  Μεταπολίτευση) à democracia e ao estabelecimento da atual Terceira República Helênica.

## Antecedentes
O golpe de 1967 e os sete anos seguintes de regime militar foram o culminar de 30 anos de divisão nacional entre as forças da esquerda e da direita, que pode ser atribuída à época da resistência contra a ocupação da Grécia pelo Eixo durante a Segunda Guerra Mundial. Após a libertação em 1944, a Grécia mergulhou numa guerra civil, travada entre as forças comunistas e os leais ao recém-retornado governo grego no exílio.

### Influência americana na Grécia
Em 1944, o primeiro-ministro britânico Winston Churchill decidiu deter a invasão soviética nos Bálcãs e ordenou que as forças britânicas interviessem na Guerra Civil Grega (ver Dekemvriana) na sequência da retirada dos militares alemães. Este seria um compromisso longo e aberto. Os Estados Unidos intervieram para ajudar o governo grego contra as forças comunistas em 1947.
Em 1947, os Estados Unidos formularam a Doutrina Truman e começaram a apoiar ativamente uma série de governos autoritários na Grécia, na Turquia e no Irã, a fim de garantir que estes estados não caíssem sob a influência soviética.  Em 1945, oficiais veteranos dos Batalhões de Segurança colaboracionistas organizaram-se numa sociedade secreta conhecida como IDEA (Ieros Desmos Ellinon Axiomatikon – Laço Sagrado dos Oficiais Gregos).  De 1947 em diante, o Holy Bond foi subsidiado no valor de US$ 1 milhão anualmente pela Agência Central de Inteligência (CIA) como uma das principais forças “democráticas” (isto é, anticomunistas) da Grécia.  Vários dos futuros líderes da junta, como Geórgios Papadópulos, eram membros da IDEA.  Com a ajuda americana e britânica, a guerra civil terminou com a derrota militar dos comunistas em 1949. O Partido Comunista da Grécia (KKE) e as suas organizações auxiliares foram proibidas (Lei 509/1947), e muitos comunistas fugiram do país ou enfrentaram perseguição. A CIA e os militares gregos começaram a trabalhar em estreita colaboração, especialmente depois da Grécia ter aderido à Organização do Tratado do Atlântico Norte (OTAN) em 1952. Isto incluiu notáveis oficiais da CIA Gust Avrakotos e Clair George. Avrakotos manteve uma relação estreita com os coronéis que figurariam no golpe posterior. 
Em 1952, a IDEA emitiu um manifesto afirmando que uma ditadura era a única solução possível para os problemas da Grécia, o que o estudioso grego Christos Kassimeris chamou de uma declaração "surpreendente", uma vez que os comunistas foram derrotados em 1949, a Grécia estava desfrutando de relativa prosperidade depois que os padrões de vida melhoraram. entrou em colapso na década de 1940 e a política grega manteve-se estável.  Kassimeris argumentou que, uma vez que Papadopoulos desempenhou um grande papel na redação do manifesto de 1952, era a sua "ambição pessoal", e não um medo objetivo dos comunistas gregos, que o impulsionava, porque de forma alguma a Grécia poderia ser apresentada como estando à beira do abismo. de uma tomada comunista em 1952. 
A Grécia era um elo vital no arco de defesa da OTAN, que se estendia desde a fronteira oriental do Irão até ao ponto mais setentrional da Noruega. A Grécia, em particular, era vista como estando em risco, tendo vivido uma insurgência comunista. Em particular, o recém-fundado Serviço Nacional Helênico de Inteligência (EYP) e as Mountain Raiding Companies (LOK) mantiveram uma ligação muito estreita com os seus homólogos americanos. Além de se prepararem para uma invasão soviética, concordaram em proteger-se contra um golpe de esquerda. Os LOK, em particular, foram integrados na rede europeia de permanência.  Embora tenha havido rumores persistentes sobre um apoio activo ao golpe por parte do governo dos EUA, não há provas que apoiem tais afirmações.   O momento do golpe aparentemente apanhou a CIA de surpresa.  No entanto, os Estados Unidos apoiaram a ditadura militar. 

### Apostasia e instabilidade política
Depois de muitos anos de governo conservador, a eleição de Geórgios Papandréu, da Centro União, como primeiro-ministro foi um sinal de mudança. Numa tentativa de obter mais controlo sobre o governo do país do que os seus limitados poderes constitucionais permitiam, o jovem e inexperiente rei Constantino II entrou em confronto com os reformadores liberais. Em julho de 1964, Papandreou anunciou a sua intenção de despedir os oficiais pertencentes à IDEA, que o rei não queria demitir, alegando que era sua prerrogativa real proteger os oficiais da IDEA, o que por sua vez levou a manifestações massivas em Atenas, que tinha uma influência republicana.  O rei demitiu Papandréu em 1965, causando uma crise constitucional conhecida como a "Apostasia de 1965".
Depois de fazer várias tentativas de formar governos, contando com dissidentes da União Central e deputados conservadores, Constantino II nomeou um governo interino sob Ioánnis Paraskevópulos, e novas eleições foram convocadas para 28 de maio de 1967. Havia muitos indícios de que a União Central de Papandréu emergiria como o maior partido, mas não seria capaz de formar um governo de partido único e seria forçada a uma aliança com a Esquerda Democrática Unida, que era suspeita pelos conservadores de ser um procurador para o banido KKE. Esta possibilidade foi usada como pretexto para o golpe.

### Um “golpe de generais”
A historiografia e os jornalistas gregos levantaram a hipótese de um "Golpe dos Generais",  um golpe que teria sido implementado a mando de Constantino sob o pretexto de combater a subversão comunista.  
Antes das eleições marcadas para 28 de maio de 1967, com expectativas de uma ampla vitória da União Central, vários políticos conservadores da União Radical Nacional temiam que as políticas dos centristas de esquerda, incluindo Andréas Papandréou (filho de Geórgios Papandréu), iriam levar a uma crise constitucional. Um desses políticos, Geórgios Rállis, propôs que, no caso de tal "anomalia", o rei declarasse a lei marcial conforme a constituição monarquista lhe permitia. Segundo Rallis, Constantino foi receptivo à ideia. 
Segundo o diplomata norte-americano John Day, Washington também temia que Andreas Papandreou tivesse um papel muito poderoso no próximo governo, devido à idade avançada do seu pai. Segundo Robert Keely e John Owens, diplomatas americanos presentes em Atenas na altura, Constantine perguntou ao embaixador dos EUA, William Phillips Talbot, qual seria a atitude americana relativamente a uma solução extraparlamentar para o problema. A isto a embaixada respondeu negativamente em princípio – acrescentando, no entanto, que "a reacção dos EUA a tal medida não pode ser determinada antecipadamente, mas dependerá das circunstâncias do momento". Constantino nega isso.  Segundo Talbot, Constantino encontrou-se com os generais do exército, que lhe prometeram que não tomariam nenhuma ação antes das próximas eleições. No entanto, as proclamações de Andreas Papandreou deixaram-nos nervosos e resolveram reexaminar a sua decisão depois de verem os resultados das eleições. 
Em 1966, Constantino enviou o seu enviado, Demetrios Bitsios, a Paris com a missão de persuadir o antigo primeiro-ministro Constantine Karamanlis a regressar à Grécia e a retomar o seu papel anterior na política. De acordo com afirmações não corroboradas feitas pelo ex-monarca, Karamanlis respondeu a Bitsios que só regressaria se o rei impusesse a lei marcial, como era sua prerrogativa constitucional.  De acordo com Cyrus L. Sulzberger correspondente do The New York Times, Karamanlis voou para a cidade de Nova York para se encontrar com o general da USAF Lauris Norstad para fazer lobby por um golpe conservador que estabeleceria Karamanlis como líder da Grécia; Sulzberger alega que Norstad se recusou a envolver-se em tais assuntos.  O relato de Sulzberger baseia-se unicamente na autoridade da sua palavra e da de Norstad. Quando, em 1997, o ex-rei reiterou as alegações de Sulzberger, Karamanlis afirmou que "não tratará das declarações do ex-rei, porque tanto o seu conteúdo como a sua atitude são indignos de comentário". 
A adopção pelo rei deposto das reivindicações de Sulzberger contra Karamanlis foi castigada pelos meios de comunicação de tendência esquerdista da Grécia, que denunciaram Karamanlis como "desavergonhado" e "descarado".  Na altura, Constantine referiu-se exclusivamente ao relato de Sulzberger para apoiar a teoria de um golpe planeado por Karamanlis, e não fez qualquer menção ao alegado encontro de 1966 com Bitsios, ao qual se referiu apenas depois de ambos os participantes terem morrido e não terem podido responder.
No final das contas, a crise constitucional não teve origem nem nos partidos políticos, nem no Palácio, mas sim nos golpistas militares de médio escalão.

## Golpe de Estado de 21 de abril
Em 21 de abril de 1967, poucas semanas antes das eleições marcadas, um grupo de oficiais do exército de direita liderados pelo brigadeiro Stylianós Pattakós e pelos coronéis Geórgios Papadópulos e Nikólaos Makarézos tomaram o poder num golpe de estado.  Os coronéis conseguiram tomar o poder rapidamente usando elementos de surpresa e confusão. Pattakós era o comandante do Centro de Treinamento de Armaduras (Κέντρο Εκπαίδευσης Τεθωρακισμένων, ΚΕΤΘ), com sede em Atenas.
Os líderes golpistas colocaram tanques em posições estratégicas em Atenas, ganhando efetivamente o controle total da cidade. Ao mesmo tempo, um grande número de pequenas unidades móveis foram enviadas para prender políticos importantes, figuras de autoridade e cidadãos comuns suspeitos de simpatias pela esquerda, de acordo com listas preparadas antecipadamente. Um dos primeiros a ser preso foi o tenente-general Grigorios Spandidakis, comandante-em-chefe do Exército Grego. Os coronéis persuadiram Spandidakis a se juntar a eles, fazendo-o ativar um plano de ação previamente elaborado para levar o golpe adiante. Sob o comando do brigadeiro-general paraquedista Kostas Aslanides, o LOK assumiu o Ministério da Defesa grego enquanto Pattakós ganhou o controle dos centros de comunicação, do parlamento, do palácio real, e - de acordo com listas detalhadas - prendeu mais de 10.000 pessoas. 
Nas primeiras horas da manhã, toda a Grécia estava nas mãos dos coronéis. Todos os principais políticos, incluindo o primeiro-ministro em exercício Panagiótis Kanellópulos, foram presos e mantidos incomunicáveis pelos conspiradores. As 6:00 da manhã no EET, Papadopoulos anunciou que onze artigos da constituição grega foram suspensos.  Uma das consequências destas suspensões foi que qualquer pessoa poderia ser presa sem mandado a qualquer momento e levada a um tribunal militar para ser julgada. Ioannis Ladas, então diretor da ESA, contou numa entrevista posterior que "Dentro de vinte minutos todos os políticos, todos os homens, todos os anarquistas que estivessem listados poderiam ser presos... Era um plano simples e diabólico".  Geórgios Papandréu foi preso após uma batida noturna em sua villa em Kastri, Ática. Andreas foi preso mais ou menos na mesma época, depois que sete soldados armados com baionetas fixas e uma metralhadora entraram à força em sua casa. Andreas Papandreou escapou para o telhado de sua casa, mas se rendeu depois que um dos soldados apontou uma arma para a cabeça de seu filho Geórgios Papandréu, então com quatorze anos. 
A junta de Papadópulos tentou reestruturar o cenário político grego através de um golpe. Papadopoulos, assim como os outros membros da junta, são conhecidos na Grécia pelo termo "Aprilianoi" (Aprilianos), denotando o mês do golpe.      O termo "Aprilianoi" tornou-se sinônimo do termo "ditadores de 1974". 

### Papel do Rei
Quando os tanques chegaram às ruas de Atenas, em 21 de Abril, o governo legítimo da União Nacional Radical, da qual Rallis era membro, pediu ao Rei Constantino que mobilizasse imediatamente o Estado contra o golpe; ele se recusou a fazê-lo e empossou um novo governo de acordo com as estipulações dos golpistas. 
O rei, que cedeu e decidiu cooperar, afirmou até a sua morte que estava isolado e não sabia mais o que fazer. Desde então, ele afirmou que estava tentando ganhar tempo para organizar um contra-golpe e derrubar a Junta. Ele organizou esse contra-golpe; no entanto, o facto de o novo governo ter sanção legal, na medida em que foi nomeado pelo chefe de estado legítimo, desempenhou um papel importante no sucesso do golpe. Mais tarde, o rei arrependeu-se amargamente da sua decisão. Para muitos gregos, serviu para identificá-lo indelevelmente no golpe e certamente desempenhou um papel importante na decisão final de abolir a monarquia, sancionada pelo referendo de 1974. 
A única concessão que o rei conseguiu foi nomear um civil como primeiro-ministro, em vez de Spandidakis. Konstantínos Kóllias, ex-procurador-geral do Areios Pagos (supremo tribunal), foi o escolhido. Ele era um monarquista bem conhecido e até havia sido punido pelo governo Papandreou por se intrometer na investigação do assassinato do deputado Grigóris Lambrákis. Kollias era pouco mais do que uma figura de proa e o verdadeiro poder estava nas mãos do exército, especialmente de Papadopoulos, que emergiu como o homem forte do golpe e se tornou Ministro da Presidência do Governo. Outros membros do golpe ocuparam cargos importantes. 
Até então, a legitimidade constitucional tinha sido preservada, uma vez que, ao abrigo da Constituição grega, o rei podia nomear quem quisesse como primeiro-ministro, desde que o Parlamento aprovasse a nomeação com um voto de confiança ou fossem convocadas eleições gerais. Foi este governo, empossado nas primeiras horas da noite de 21 de Abril, que formalizou o golpe. Adotou uma “Lei Constituinte”, uma emenda equivalente a uma revolução, cancelando as eleições e abolindo efetivamente a constituição, que seria substituída posteriormente. 
Nesse ínterim, o governo deveria governar por decreto. Como tradicionalmente tais Atos Constituintes não precisavam ser assinados pela Coroa, o Rei nunca os assinou, o que lhe permitiu afirmar, anos depois, que nunca havia assinado nenhum documento instituindo a junta. Os críticos afirmam que Constantino II nada fez para impedir o governo (e especialmente o seu primeiro-ministro escolhido, Kollias) de instituir legalmente o governo autoritário que viria. Este mesmo governo publicou e fez cumprir um decreto, já proclamado na rádio durante o golpe de Estado, instituindo a lei marcial. Constantino afirmou que também nunca assinou esse decreto. 

### Contra-golpe do rei
Desde o início, a relação entre Constantino e os coronéis foi difícil. Os coronéis não estavam dispostos a partilhar o poder, enquanto o jovem rei, tal como o seu pai antes dele, estava habituado a desempenhar um papel ativo na política e nunca consentiria em ser uma mera figura de proa, especialmente numa administração militar. Embora as fortes opiniões anticomunistas, pró-OTAN e pró-Ocidente dos coronéis atraíssem os Estados Unidos, o Presidente Lyndon B. Johnson – numa tentativa de evitar uma reação internacional – disse a Constantine que seria melhor substituir a junta. com um novo governo segundo Paul Ioannidis em seu livro Destiny Prevails: My life with Aristóteles Onassis. Constantino interpretou isso como um incentivo para organizar um contra-golpe, embora não tenha havido nenhuma ajuda direta ou envolvimento dos EUA (ou da Grã-Bretanha).
O rei finalmente decidiu lançar o seu contra-golpe em 13 de dezembro de 1967. Como Atenas estava militarmente nas mãos dos coronéis, Constantino decidiu voar para a pequena cidade de Cavala, no norte, onde esperava estar entre as tropas leais apenas a ele. O vago plano que Constantino e seus conselheiros haviam concebido era formar uma unidade que invadiria e assumiria o controle de Salonica, onde seria instalada uma administração alternativa. Constantino esperava que o reconhecimento internacional e a pressão interna entre os dois governos forçassem a junta a demitir-se, deixando o campo livre para ele regressar triunfante a Atenas.
Nas primeiras horas da manhã de 13 de dezembro, o rei embarcou no avião real, juntamente com a rainha Ana Maria, os seus dois filhos bebês, a princesa Alexia e o príncipe herdeiro Paulo, a sua mãe Frederica, e a sua irmã, a princesa Irene. Constantino também levou consigo o primeiro-ministro Kollias. No início, as coisas pareciam estar indo conforme o planejado. Constantino foi bem recebido em Cavala, que estava sob o comando de um general leal a ele. A Força Aérea e a Marinha Helênicas, ambas fortemente monarquistas e não envolvidas na junta, declararam-se imediatamente a seu favor e mobilizaram-se. Outro general de Constantino cortou efetivamente todas as comunicações entre Atenas e o norte da Grécia.
No entanto, os planos de Constantino eram excessivamente burocráticos, supondo ingenuamente que as ordens de um general comandante seriam automaticamente obedecidas.
Nessas circunstâncias, oficiais de escalão médio pró-junta neutralizaram e prenderam os generais monarquistas de Constantino e assumiram o comando de suas unidades, e posteriormente reuniram uma força para avançar sobre Cavala para prender o rei. A junta, nem um pouco abalada pela perda do seu primeiro-ministro, ridicularizou Constantino ao anunciar que ele estava se escondendo "de aldeia em aldeia". Percebendo que o contra-golpe havia falhado, Constantino fugiu da Grécia a bordo do avião real, levando consigo sua família e o indefeso Kollias. Eles desembarcaram em Roma na manhã de 14 de dezembro. Constantino permaneceu no exílio durante o restante do regime militar. Embora posteriormente tenha regressado à Grécia, a abolição da monarquia em 1973 retirou o seu estatuto de rei.

### Regência
A fuga de Constantino e Kollias deixou a Grécia sem governo legal ou chefe de estado. Isto não dizia respeito à junta militar. Em vez disso, o Conselho Revolucionário, composto por Pattakos, Papadopoulos e Makarezos, nomeou outro membro da administração militar, o major-general Georgios Zoitakis, como regente. Zoitakis então nomeou Papadopoulos como primeiro-ministro. Este tornou-se o único governo da Grécia após o fracasso da tentativa de contra-golpe do rei, já que Constantino não estava disposto a estabelecer uma administração alternativa no exílio.
Na esperança de dar sanção legal ao regime, a junta redigiu uma nova constituição. Fez dos militares os guardiões da “ordem social e política”, com ampla autonomia da supervisão governamental e parlamentar. Também circunscreveu fortemente as atividades dos partidos políticos. A nova constituição foi aprovada num referendo de 15 de Novembro, com mais de 92 por cento de aprovação. No entanto, o referendo foi conduzido em circunstâncias nada livres; o regime utilizou extensa propaganda a favor do novo documento, ao mesmo tempo que amordaçou qualquer oposição. Sob a nova constituição, a regência continuaria até a realização de eleições, a menos que a junta chamasse Constantino de volta mais cedo (embora Constantino nunca tenha reconhecido, muito menos reconhecido, a regência). No entanto, a junta anunciou que a “Revolução de 21 de Abril” (como o regime se autodenominava) precisaria de tempo para reformar a “mentalidade grega” antes de realizar eleições. Também suspendeu a maior parte das garantias constitucionais dos direitos civis até à restauração do regime civil.
Num movimento juridicamente controverso, mesmo sob a própria Constituição da junta, o Gabinete votou em 21 de março de 1972 para destituir Zoitakis e substituí-lo por Papadopoulos, combinando assim os cargos de regente e primeiro-ministro. Achava-se que Zoitakis era problemático e interferia demais com os militares. O retrato do rei permaneceu em moedas, em edifícios públicos, etc., mas lentamente os militares destruíram a instituição da monarquia: a imunidade fiscal da família real foi abolida, a complexa rede de instituições de caridade reais foi colocada sob o controlo directo do Estado, a as armas reais foram removidas das moedas, a Marinha e a Força Aérea abandonaram seus nomes "Reais" e os jornais foram proibidos de publicar a foto do rei ou qualquer entrevista.
Durante este período, a resistência contra o domínio dos coronéis tornou-se mais bem organizada entre os exilados na Europa e nos Estados Unidos. Houve também consideráveis lutas políticas internas dentro da junta. Ainda assim, até 1973, a junta parecia ter um controlo firme da Grécia e não era provável que fosse expulsa por meios violentos.

## Características

Bandeira nacional adotada pelos coronéis (1970–1974). Era a antiga bandeira da Marinha, mas apresentava um tom de azul mais escuro.

### Ideologia
Os coronéis preferiram chamar o golpe de Ethnosotirios Epanastasis (Εθνοσωτήριος Επανάστασις, "revolução para salvar a nação"). A sua justificação oficial era que uma "conspiração comunista" se tinha infiltrado na burocracia, na academia, na imprensa e nas forças armadas da Grécia, a tal ponto que era necessária uma acção drástica para proteger o país da tomada do poder comunista. Assim, a característica definidora da Junta foi o seu ferrenho anticomunismo. Eles usaram o termo anarchokommounisté (αναρχοκομμουνισταί, "anarco-comunista") para descrever os esquerdistas em geral. Na mesma linha, a junta tentou orientar a opinião pública grega não só através da propaganda, mas também inventando novas palavras e slogans, como paleokommatismos (Παλαιοκομματισμός, "velho partido") para desacreditar a democracia parlamentar, ou Ellás Ellínon Christianón (Ελλάς Ελλήνων Χριστιανών, "Grécia para Gregos Cristãos") para sublinhar a sua ideologia. Os principais porta-vozes ideológicos da junta incluíam Georgios Georgalas e o jornalista Savvas Konstantopoulos, ambos ex-marxistas.
Em 1970, Georgalas publicou um livro O Declínio da Sociedade de Consumo, afirmando que o consumismo tinha destruído os valores espirituais cristãos do Ocidente, deixando a Grécia como o último posto avançado solitário da civilização cristã.  No mesmo livro, Georgalas afirmou que a solução para os problemas sociais não era, como muitos acreditavam, o aumento do emprego, mas sim "longos programas psicoterapêuticos" que criariam "o homem livre em coexistência harmoniosa consigo mesmo e com os seus semelhantes".  O historiador britânico Richard Clogg descreveu os escritos de Georgalas e Konstantopoluos como "palavra pretensiosa", alegando que eles tendiam a usar uma linguagem elaborada e de som impressionante para mascarar a superficialidade de suas teorias.  Em essência, intelectuais como Georgalas e Konstantopoulos argumentaram que o materialismo e o consumismo estavam corroendo a força espiritual do povo grego, e que o regime militar iria "curar" os gregos, restaurando os valores tradicionais da Ortodoxia (Cristianismo Grego).  Um dos primeiros atos de Papadopoulos após o golpe foi mudar as leis previdenciárias para permitir que os veteranos dos Batalhões de Segurança recebessem pensões. 
Uma parte central da ideologia do regime era a xenofobia, que apresentava os gregos como os criadores da civilização, com o resto do mundo invejoso das dívidas que tinham para com a Grécia.  O coronel Ioannis Ladas, secretário-geral do Ministério da Ordem Pública, ganhou destaque internacional no verão de 1968, quando espancou pessoalmente Panayiotis Lambrias, editor da revista Eikones, por publicar um artigo dizendo que a homossexualidade era aceita como normal na antiguidade.  Quando o serviço grego da BBC relatou o incidente, Ladas fez um discurso retórico numa conferência de imprensa, alegando que a BBC era dirigida por homossexuais, tornando-o numa espécie de porta-voz não oficial do regime. 
Num discurso subsequente perante um grupo visitante de greco-americanos em 6 de agosto de 1968, Ladas citou a declaração de Friedrich Nietzsche de que os antigos gregos inventaram tudo e prosseguiu dizendo: "Os estrangeiros confessam e reconhecem a superioridade grega. A civilização humana foi totalmente moldada por nossa raça. Até os inimigos da Grécia reconhecem que a civilização é uma criação exclusivamente grega".  Ladas passou a denunciar os jovens com cabelos compridos como "o fenômeno degenerado do hippie", chamando os hippies de "elementos anti-sociais, viciados em drogas, maníacos sexuais, ladrões, etc. É natural que eles sejam inimigos do exército e os ideais aos quais serve o modo de vida militar".  Ladas terminou o seu discurso argumentando que os gregos, por razões raciais, ainda eram o povo proeminente do mundo, mas apenas declinaram devido à liderança inadequada, um problema que foi resolvido pela "revolução" de 21 de Abril de 1967.  Ladas afirmou que a Grécia sob liderança militar seria "curada" dos seus problemas e retomaria o seu lugar de direito no mundo. Clogg observou que antes do golpe, Ladas estava associado ao Partido 4 de Agosto, de extrema-direita, e contribuiu com muitos artigos para o jornal desse partido, que era uma revista "racista e anti-semita" que glorificava não apenas o Regime de 4 de Agosto, mas também o Terceiro Reich. 
O romancista grego Yiorgos Theotokas certa vez cunhou o termo progonoplexía (Προγονοπληξία, "ancestoritis") para descrever uma obsessão com a herança do passado, que muitos sentiram que Papadopoulos e o resto da junta sofreram.  Papadopoulos frequentemente descreveu os gregos em seus discursos como os "eleitos de Deus", alegando que o regenerado Ellás Ellínon Christianón ("Grécia para os Gregos Cristãos") seria o exemplo para o resto do mundo, afirmando que as pessoas em todo o mundo considerariam a sua ideologia da "civilização heleno-cristã" juntamente com a filosofia de Platão e Aristóteles como o ápice da realização intelectual . 
A junta grega foi caracterizada como neofascista.   O caráter ultranacionalista, militarista e profundamente anticomunista da junta foi comparado ao da ditadura de Ioánnis Metaxás entreguerras, levando muitos estudiosos a descrever o regime como fascista.  

### "Paciente engessado" e outras metáforas
Ao longo do seu mandato como homem forte da junta, Papadopoulos empregou frequentemente o que foi descrito pela BBC como metáforas médicas sangrentas,  onde ele ou a junta assumiram o papel de "médico".       O suposto “paciente” era a Grécia. Normalmente Papadopoulos ou a junta se retratavam como o "médico" que operava o "paciente", colocando o "pé" do paciente em um gesso ortopédico e aplicando restrições no "paciente", amarrando-o em uma cama cirúrgica e colocando-o sob anestesia realizar a “operação” para que a vida do “paciente” não fique “em perigo” durante a operação. Em um de seus famosos discursos, Papadopoulos mencionou:   
Estamos diante de um paciente que temos em leito cirúrgico e que, caso o cirurgião não amarre o leito cirúrgico durante a operação e a anestesia, há uma probabilidade de que a cirurgia lhe conceda o restabelecimento da saúde, para levá-lo à morte.... As restrições são amarrar o paciente ao leito cirúrgico para que ele seja submetido à cirurgia sem perigo.
No mesmo discurso Papadopoulos continuou:  
Temos um paciente. Nós o colocamos em gesso. Estamos verificando se ele consegue andar sem gesso. Quebramos o elenco inicial, potencialmente para substituí-lo por um novo, quando necessário. O referendo deverá tornar-se uma visão geral das capacidades do paciente. Rezemos para que ele nunca mais precise de gesso; e se ele precisar de um, nós o entregaremos. E a única coisa que posso prometer é convidá-lo a presenciar o pé sem gesso!
Outras metáforas continham imagens religiosas relacionadas à ressurreição de Cristo na Páscoa: "Χριστός Ανέστη – Ελλάς Ανέστη" ("Cristo ressuscitou - a Grécia ressuscitou"), aludindo que a junta salvaria a Grécia e a ressuscitaria em uma nova e maior Terra.  O tema do renascimento foi usado muitas vezes como resposta padrão para evitar responder a quaisquer perguntas sobre quanto tempo duraria a ditadura:
Porque este último é preocupação de outra pessoa. São as preocupações daqueles que acenderam o pavio da dinamite da explosão que levou ao renascimento do Estado na noite de 21 de Abril de 1967.
Os temas religiosos e as metáforas do renascimento também são vistos a seguir: 
Nossas obrigações são descritas tanto pela nossa religião quanto pela nossa história. Cristo ensina concórdia e amor. A nossa história exige fé na Pátria.... a Grécia está renascendo, a Grécia realizará grandes coisas, a Grécia viverá para sempre.

### Direitos civis
Assim que o golpe de estado foi anunciado pela rádio grega, a música marcial foi continuamente transmitida pelas ondas aéreas.    Isto era interrompido de tempos em tempos com anúncios de ordens da junta, que sempre começavam com a introdução, Apofasizomen ke diatassomen (Apofasízomen kai diatássomen, "Nós decidimos e ordenamos").  As liberdades políticas e civis de longa data, que foram tidas como garantidas e desfrutadas pelo povo grego durante décadas, foram instantaneamente suprimidas. O artigo 14.º da Constituição grega, que protegia a liberdade de pensamento e a liberdade de imprensa, foi imediata e fraudulentamente suspenso.   Tribunais militares foram estabelecidos e os partidos políticos foram dissolvidos. A legislação que levou décadas a aperfeiçoar e vários parlamentos a promulgar foi assim apagada numa questão de dias. O rápido desmantelamento da democracia grega tinha começado.
Na verdade, a repressão da junta foi tão rápida que, em Setembro de 1967, a Noruega, a Dinamarca, a Suécia e os Países Baixos recorreram à Comissão Europeia dos Direitos Humanos para acusar a Grécia de violar a maioria dos direitos humanos protegidos pela Convenção Europeia dos Direitos Humanos.  6.188 supostos comunistas e opositores políticos foram presos ou exilados em remotas ilhas gregas na primeira semana após o golpe. 

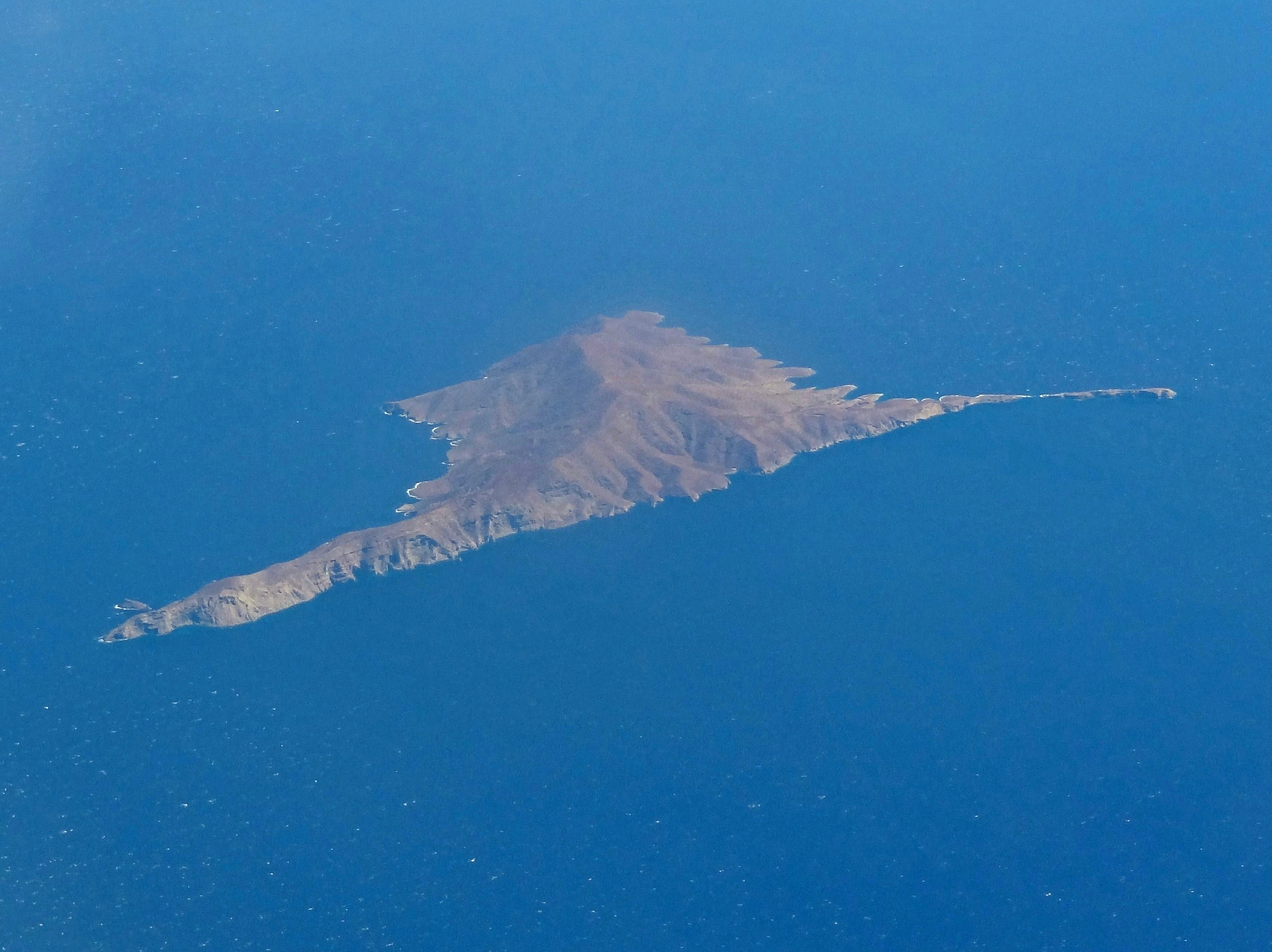
Gyaros, uma ilha-prisão para dissidentes

Sob a junta, a tortura tornou-se uma prática deliberada levada a cabo tanto pela Polícia de Segurança como pela Polícia Militar Grega (ESA),   com cerca de 3.500 pessoas detidas em centros de tortura geridos pela ESA.   Os métodos de tortura comumente usados incluíam, mas não se limitavam a, espancamento nas solas dos pés dos detidos, tortura sexual, asfixia e arrancamento dos pelos do corpo. A Unidade Especial de Interrogatório da Polícia Militar Grega (EAT/ESA) utilizou uma combinação de técnicas que incluíam permanência contínua numa sala vazia, privação de sono e alimentação, espancamentos e sons altos. 
De acordo com pesquisas recentes baseadas em novas entrevistas com sobreviventes, no período de maio a novembro de 1973 essa combinação de técnicas de interrogatório também incluiu a repetição de músicas que eram sucessos populares da época.  Estas foram tocadas alto e repetidamente nos alto-falantes. Estes métodos atacavam os sentidos sem deixar vestígios visíveis e desde então foram classificados como tortura por organizações internacionais. 

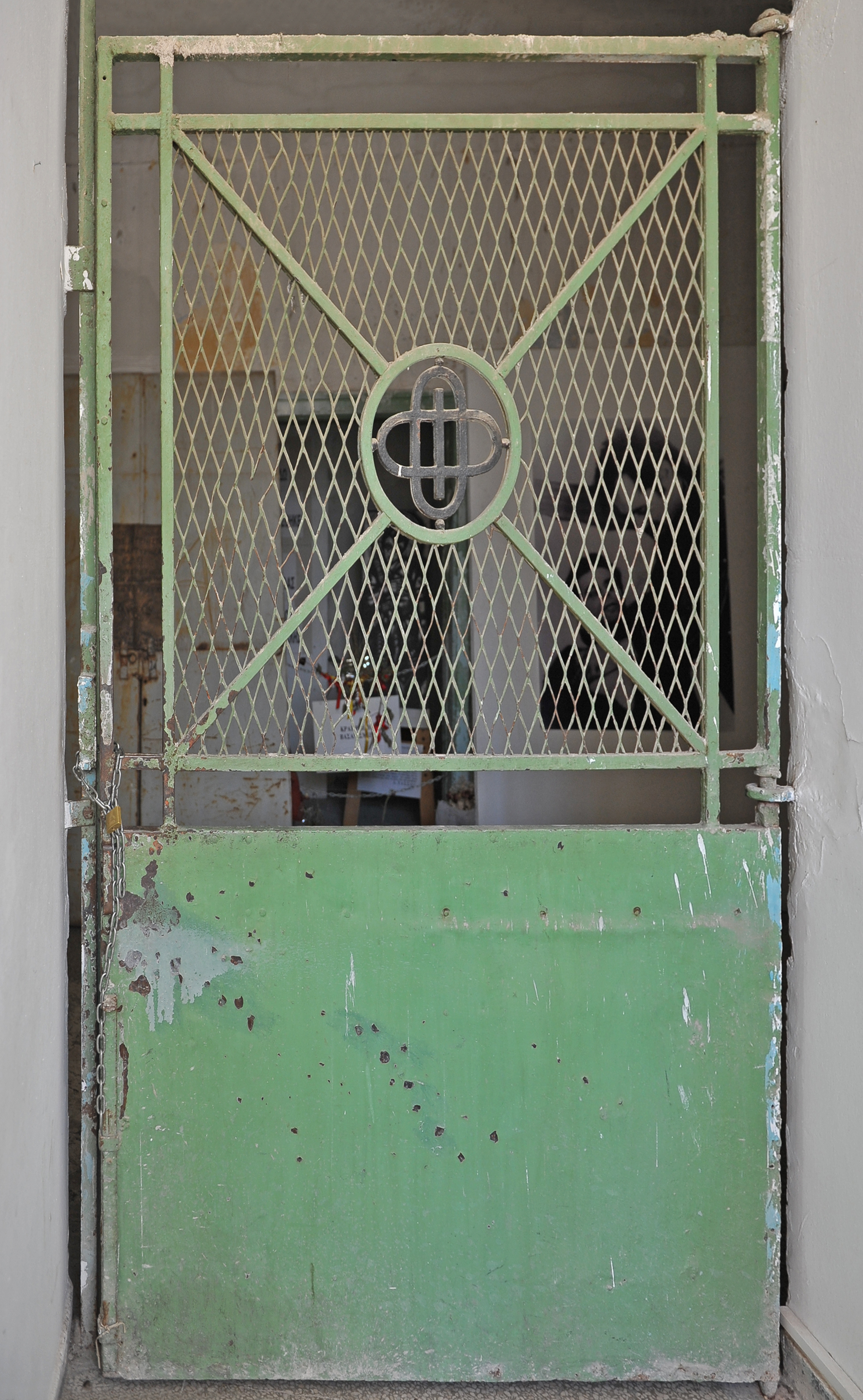
A cela do oficial Spyros Moustaklis no prédio da EAT-ESA. Durante uma sessão de tortura, ele sofreu um trauma cerebral e ficou paralisado.

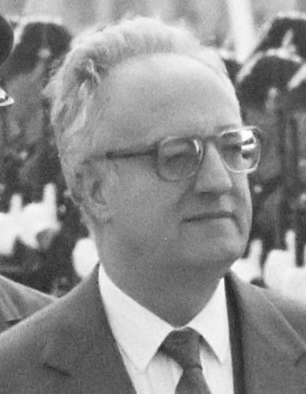
Mais tarde, o presidente da Grécia, o magistrado Christos Sartzetakis foi exonerado e preso pela junta devido à sua investigação sobre o assassinato de Lambrákis.

De acordo com um relatório sobre direitos humanos da Amnesty International, no primeiro mês do golpe de 21 de Abril, cerca de 8.000 pessoas foram presas.   James Becket,  um advogado americano e autor de Barbarism in Greece,   foi enviado à Grécia pela Amnesty International. Ele escreveu em dezembro de 1969 que “uma estimativa conservadora colocaria em não menos de duas mil” o número de pessoas torturadas.  
O direito de reunião dos cidadãos foi revogado e não foram permitidas manifestações políticas. A vigilância dos cidadãos era uma realidade, mesmo durante atividades sociais permitidas.  Isso teve um efeito continuamente assustador sobre a população que percebeu que, apesar de lhes serem permitidas certas atividades sociais, não podiam ultrapassar os limites e aprofundar-se ou discutir assuntos proibidos. Esta constatação, incluindo a ausência de quaisquer direitos civis, bem como os maus-tratos durante a detenção policial, que vão desde ameaças a espancamentos ou pior, tornaram a vida sob a junta uma proposta difícil para muitos cidadãos comuns. A fotografia feita por cidadãos comuns foi proibida em locais públicos.
A junta permitiu que os cidadãos participassem em eventos sociais comuns que refletiam os dos Estados Unidos e do Reino Unido, como concertos de rock, por exemplo. No entanto, os cidadãos viviam com extremo medo, pois qualquer comportamento que a junta desaprovasse, juntamente com a completa ausência de quaisquer direitos ou liberdades civis, poderia facilmente resultar em tortura, espancamentos, exílio, prisão ou pior, e na rotulagem das vítimas como anarco-comunistas, ou pior. A ausência de um código de jurisprudência válido levou à aplicação desigual da lei entre os cidadãos e ao favoritismo e ao  nepotismo desenfreados. A ausência de representação eleita significava que a única e absoluta escolha dos cidadãos era submeter-se a estas medidas arbitrárias exatamente como ditadas pela junta. O país havia se tornado um verdadeiro estado policial.  Milhares foram presos por razões políticas pela ditadura e milhares foram forçados ao exílio.  Estima-se que mais de 10.000 pessoas foram presas nos primeiros dias após o golpe. 
A total falta de liberdade de imprensa, aliada à inexistência de direitos civis, significava que casos contínuos de abusos dos direitos civis não podiam ser denunciados nem investigados por uma imprensa independente ou por qualquer outra autoridade respeitável. Isto levou a uma psicologia de medo entre os cidadãos durante a ditadura de Papadopoulos, que se agravou sob Ioannidis.

### Relações externas
O governo militar recebeu apoio dos Estados Unidos como aliado da Guerra Fria, devido à sua proximidade com o bloco soviético do Leste Europeu, e ao fato de a anterior administração Truman ter dado ao país milhões de dólares em ajuda económica para desencorajar o comunismo. O apoio dos EUA à junta, que era firmemente anticomunista, é considerado a causa do crescente antiamericanismo na Grécia durante e após o regime antidemocrático da junta. 
Embora todos os membros da OTAN, exceto Portugal, então sob o regime fascista do Estado Novo, desprezassem o Regime dos Coronéis, houve uma resposta mista à junta por parte da Europa Ocidental.  Os países escandinavos e os Países Baixos apresentaram uma queixa perante a Comissão de Direitos Humanos do Conselho da Europa em setembro de 1967.  A Comissão dos Direitos Humanos tomou a medida excepcional de constituir uma Subcomissão para investigar as acusações de graves abusos dos direitos humanos. A subcomissão relatou a sua extensa investigação no local e descobriu provas significativas de tortura e violações dos direitos humanos.  A Grécia, no entanto, optou por deixar o Conselho da Europa em Dezembro de 1969, antes que um veredicto completo da comissão pudesse ser proferido. 
Países como o Reino Unido e a Alemanha Ocidental, por outro lado, expressaram críticas sobre o histórico de direitos humanos da Grécia, mas apoiaram a continuação da adesão do país ao Conselho da Europa e à OTAN devido ao valor estratégico do país para a aliança ocidental.   
Excepcionalmente, apesar do anticomunismo do Regime dos Coronéis, desenvolveu melhores relações com a República Socialista da Roménia, governada pelo igualmente brutal e despótico Nicolae Ceaușescu. A justificação de Ceaușescu para procurar boas relações de trabalho com a junta grega resultou de um desejo mútuo de manter a estabilidade nos Balcãs e devido aos carácteres ditatoriais partilhados dos dois regimes. 

### Políticas socioculturais
Para obter apoio ao seu governo, Papadopoulos projetou uma imagem que atraiu alguns segmentos-chave da sociedade grega. Filho de uma família rural pobre mas instruída, foi educado na prestigiada Academia Militar Helênica. Papadopoulos permitiu liberdades sociais e culturais substanciais a todas as classes sociais, mas a opressão política e a censura foram por vezes severas, especialmente em áreas consideradas sensíveis pela junta, tais como actividades políticas e arte, literatura, cinema e música politicamente relacionadas. O filme Z de Costa-Gavras e a música de Míkis Theodorákis, entre outros, nunca foram permitidos mesmo durante os períodos mais descontraídos da ditadura, e foi mantido um índice de canções, literatura e arte proibidas.

#### Música e cinema ocidental
Notavelmente, após alguma hesitação inicial e desde que não fossem considerados politicamente prejudiciais para a junta, os censores da junta permitiram um amplo acesso à música e aos filmes ocidentais. Mesmo o então atrevido filme da Alemanha Ocidental, Helga, um documentário sobre educação sexual de 1967 com uma cena de nascimento vivo, não teve problemas em fazer a sua estreia na Grécia, tal como em qualquer outro país ocidental.  Além disso, o filme era restrito apenas para menores de 13 anos. Em 1971, Robert Hartford-Davis foi autorizado pela junta a filmar o clássico filme de terror Incense for the Damned, estrelado por Peter Cushing e Patrick Macnee e com participação adequada de Chryseís (Χρυσηίς), uma sedutora sereia grega com tendências vampíricas, na ilha grega de Hidra.    Em 1970, o filme Woodstock foi exibido em toda a Grécia, com relatos de prisões e distúrbios, especialmente em Atenas, quando muitos jovens se aglomeraram para ver o filme e lotaram os cinemas, enquanto muitos outros foram deixados de fora.   Filmes como Marijuana Stop! tratou da cultura hippie e de sua percepção na sociedade grega como usuário de drogas.  
Enquanto isso, em Matala, Creta, uma colônia hippie que vivia nas cavernas desde a década de 1960 nunca foi perturbada. A cantora e compositora Joni Mitchell se inspirou para escrever a canção "Carey" depois de ficar nas cavernas de Matala com a comunidade hippie em 1971. Colônias hippies também existiam em outros pontos turísticos populares, como a "Praia Paraíso" em Míconos. 

#### Música folclórica grega
Durante o seu governo, a ditadura utilizou fortemente a música folclórica nos meios de comunicação de massa, a fim de ajudar a solidificar a relação entre a junta e a identidade nacional grega, legitimando por sua vez o seu domínio sobre o país. O regime patrocinou concursos de música e concertos com músicos folclóricos ao longo da sua existência. Os tipos de música preferidos utilizados pelo governo eram aqueles que acompanhavam as danças folclóricas Kalamatianos e Tsamiko. Além disso, o regime incentivou a produção de novas canções folclóricas com letras elogiando o governo e os seus líderes, como Georgios Papadopoulos. Como o clarinete teve uma presença tão forte na música da junta, ainda hoje é associado aos coronéis por muitos gregos. A ideologia por trás da promoção da música folclórica era dupla: preencher a lacuna de continuidade com o passado e o presente da Grécia e limitar as influências culturais estrangeiras, como a música psicodélica (que poderia ter conotações políticas contrárias às da junta), substituindo-as por tradicionalmente gregos. A música folclórica também era usada como arma ideológica contra os dissidentes e era tocada constantemente nos centros de detenção para ajudar a libertar os prisioneiros. 

#### Rock grego
Nos primeiros dias da ditadura, as transmissões de música ocidental foram limitadas nas ondas de rádio em favor da música marcial, mas isso acabou sendo relaxado. Além disso, programas de música pop / rock, como o apresentado pela famosa personalidade e promotor grego da música/rádio/ televisão, Nico Mastorakis, foram muito populares durante os anos da ditadura, tanto na rádio como na televisão.  A maioria das vendas de discos ocidentais também não foi restrita. Na verdade, até mesmo shows e turnês de rock eram permitidos, como os dos então populares grupos de rock Socrates Drank the Conium e Nostradamos.  
Outro grupo pop, Poll, foi um pioneiro da música pop grega no início dos anos 1970.  Seu vocalista e compositor foi Robert Williams, a quem mais tarde se juntou, em 1971, Kostas Tournas.  A pesquisa obteve vários sucessos em todo o país, como "Anthrope Agapa (Mankind Love One Another)", uma canção anti-guerra composta por Tournas, e "Ela Ilie Mou" (Venha, meu sol), composta por Tournas, Williams.  Tournas mais tarde seguiu carreira solo e em 1972 produziu o álbum solo de sucesso psicodélico progressivo Aperanta Chorafia (Απέραντα Χωράφια, "Campos Infinitos").  Ele escreveu e arranjou o álbum usando uma combinação de orquestra e grupo de rock ("Ruth"), produzindo uma ópera rock que é considerada um marco do rock grego.    Em 1973, Kostas Tournas criou o álbum Astroneira (Stardreams), influenciado por Ziggy Stardust de David Bowie. 
O compositor Dionysis Savvopoulos, que foi inicialmente preso pelo regime, no entanto, ganhou grande popularidade e produziu uma série de álbuns influentes e altamente politicamente alegóricos, especialmente contra a junta, durante o período, incluindo To Perivoli tou Trellou (Το Περιβόλι του Τρελλού, "O Pomar do Louco"), Ballos (Μπάλλος, nome da dança folclórica grega) e Vromiko Psomi (Βρώμικο Ψωμί, "Pão Sujo"). 

#### Turismo
Ao mesmo tempo, o turismo foi ativamente incentivado pelo governo de Papadopoulos e, apesar dos escândalos de financiamento, houve um grande desenvolvimento do setor turístico. Com o turismo veio a vida noturna. No entanto, sob Papadopoulos, na ausência de quaisquer direitos civis, estas liberdades socioculturais existiam num vazio jurídico que significava que não eram garantidas, mas sim dispensadas ao capricho da junta. Além disso, qualquer transgressão em questões políticas durante atividades sociais ou culturais geralmente significava prisão e punição. O turismo foi promovido pelo Campeonato Europeu de Atletismo de 1969, em Atenas, que mostrou normalidade política. Mesmo o boicote da equipa da Alemanha Ocidental não foi dirigido contra a junta, mas contra a liderança da sua própria equipa.  Embora as discotecas e discotecas tenham sido, inicialmente, sujeitas a um recolher obrigatório, em parte devido a uma crise energética, este acabou por ser prorrogado a partir da 1h às 3h damanhã quando a crise energética diminuiu.  Estas liberdades foram posteriormente revertidas por Dimitrios Ioannidis após o seu golpe.

#### Agricultura
Os agricultores eram o eleitorado natural de Papadopoulos e eram mais propensos a apoiá-lo, vendo-o como um dos seus devido às suas raízes rurais. Ele cultivou esse relacionamento apelando para eles, chamando-os de i rahokokalia tou laou (i rachokokaliá tou laoú, "a espinha dorsal do povo") e cancelando todos os empréstimos agrícolas.   Ao insistir ainda mais na promoção, mas não na aplicação real, por medo de reações adversas da classe média, da religião e do patriotismo, ele apelou ainda mais para os ideais mais simples da Grécia rural e reforçou a sua imagem como defensor do povo entre os agricultores, que tendiam a ridicularizar a classe média. Além disso, o regime promoveu uma política de desenvolvimento económico nas zonas rurais, que foram em grande parte negligenciadas pelos governos anteriores, que se centraram principalmente no desenvolvimento industrial urbano.

#### Classes urbanas
Embora nunca tenham sido fortemente apoiados pela classe média urbana, no início aceitaram geralmente o governo de Papadopoulos (embora com relutância). Os gregos burgueses aquiesceram à junta com o entendimento de que a ditadura seria temporária e que os coronéis realizariam eleições livres após a restauração da ordem.  Além disso, a comunidade empresarial grega aprovou amplamente as políticas económicas do regime, especialmente a sua promoção do turismo.

### Políticas econômicas
O período 1967-1973 foi marcado por altas taxas de crescimento económico, juntamente com uma inflação baixa e um baixo desemprego. O crescimento económico foi impulsionado pelo investimento na indústria do turismo, políticas de emigração flexíveis, despesas públicas e incentivos pró-negócios que promoveram despesas de capital nacionais e estrangeiras. Várias empresas internacionais investiram na Grécia na época, incluindo a The Coca-Cola Company. O crescimento econômico começou a perder força em 1972. 
Além disso, ocorreu a construção em grande escala de projetos de barragens hidrelétricas, como em Haliácmon, Kastrakion, Polyphytos, a expansão de unidades de geração termelétrica e outros desenvolvimentos significativos de infraestrutura. A junta costumava anunciar orgulhosamente estes projetos com o slogan: I Ellás eínai éna ergotáxion (Η Ελλάς είναι ένα εργοτάξιον, "A Grécia é um canteiro de obras"). O sempre sorridente Stylianos Pattakos, também conhecido como To próto mystrí tis Elládas (Το πρώτο μυστρί της Ελλάδας, "a primeira espátula da Grécia"), já que aparecia frequentemente nas inaugurações de projetos com uma colher de pedreiro na mão, protagonizou muitos dos Epikaira documentários de propaganda exibidos antes da apresentação de longas-metragens nos cinemas gregos. 
Os economistas criticaram o desperdício, a fraude e os abusos derivados das políticas económicas da junta. Um exemplo notável é a prática do Ministro do Turismo, Ioannis Ladas, de conceder empréstimos imprudentes a possíveis hoteleiros, a fim de promover a indústria do turismo. Isto fomentou a construção de uma infinidade de hotéis, por vezes em áreas não turísticas, e sem qualquer lógica comercial subjacente. Vários desses hotéis foram abandonados inacabados assim que os empréstimos foram garantidos, e os seus restos ainda estão espalhados pelo interior da Grécia. Esses empréstimos questionáveis são chamados de Thalassodania (Θαλασσοδάνεια, "empréstimos do mar"), para indicar os termos flexíveis sob os quais foram concedidos. 
Outra política contestada do regime foi a anulação de empréstimos agrícolas, até um valor de 100.000 dracmas, aos agricultores. Isto foi atribuído a uma tentativa de Papadopoulos de obter apoio público para o seu regime.

## Conexão italiana
Na altura, a extrema-direita italiana ficou muito impressionada com os métodos de Papadopoulos e da sua junta. Em abril de 1968, Papadópulos convidou cinquenta membros da extrema-direita italiana para uma viagem à Grécia, para demonstrar os métodos da junta.  Os convidados incluíram Stefano Delle Chiaie e membros da Ordine Nuovo, Avanguardia Nazionale, Europa Civiltà e FUAN-La Caravella.   Os italianos ficaram impressionados. Ao regressar ao seu país, aumentaram a sua violência política, embarcando numa campanha terrorista de bombardeamentos e outros tipos de violência que mataram e feriram centenas de pessoas.  Posteriormente, os instigadores de direita desta violência culparam os comunistas. 
Após a sua visita à Grécia, os neofascistas italianos também se envolveram em operações de bandeira falsa e embarcaram numa campanha de infiltração em organizações de esquerda, anarquistas e marxistas-leninistas.  Um dos neofascistas conduziu provocações e infiltrações frequentes nos meses que antecederam o atentado à bomba na Piazza Fontana, em 12 de dezembro de 1969.  A junta grega ficou tão impressionada com a forma como os seus homólogos italianos estavam a preparar o caminho para um golpe de estado italiano que, em 15 de Maio de 1969, Papadopoulos enviou-lhes uma mensagem de felicitações afirmando que "Sua Excelência o Primeiro-ministro observa que os esforços que têm sido empreendidas pelo governo nacional grego em Itália há já algum tempo começam a ter algum impacto". 

## Movimento anti-junta
Toda a ala esquerda do espectro político grego, incluindo o há muito proibido Partido Comunista da Grécia, opôs-se à junta desde o início. Muitos novos grupos militantes formaram-se em 1968, tanto no exílio como na Grécia, para promover o regime democrático. Estes incluíam oMovimento de Libertação Pan-Helênica, a Defesa Democrática e a União Socialista Democrática. A primeira ação armada contra a junta foi a tentativa fracassada de Alexandros Panagoulis de assassinar Geórgios Papadópulos, em 13 de agosto de 1968.

### Tentativa de assassinato por Panagoulis
A tentativa de assassinato ocorreu na manhã de 13 de agosto, quando Papadópulos se dirigiu de sua residência de verão em Lagonisi para Atenas, escoltado por suas motocicletas e carros de segurança pessoal. Alexandros Panagoulis acendeu uma bomba num ponto da estrada costeira onde a limusine que transportava Papadopoulos teve de abrandar, mas a bomba não conseguiu ferir Papadópulos. Panagoulis foi capturado poucas horas depois em uma caverna marítima próxima, pois o barco que o permitiria escapar do local do ataque não havia aparecido. 
Panagoulis foi transferido para os escritórios da Polícia Militar Grega (EAT-ESA), onde foi interrogado, espancado e torturado (ver os procedimentos do julgamento de Theofiloyiannakos). Em 17 de novembro de 1968, foi condenado à morte. Ele permaneceu na prisão por cinco anos. Após a restauração da democracia, Panagoulis foi eleito para o Parlamento. Ele é considerado um símbolo da luta pela restauração da democracia. 

### Ampliação do movimento
O funeral de Geórgios Papandréu, em 3 de novembro de 1968, transformou-se espontaneamente numa manifestação massiva contra a junta. Milhares de atenienses desobedeceram às ordens militares e seguiram o caixão até o cemitério. A junta prendeu 41 pessoas. 
Em 28 de março de 1969, após dois anos de censura generalizada, detenções políticas e tortura, Giórgos Seféris, ganhador do Prêmio Nobel de Literatura em 1963, tomou posição contra a junta. Ele fez uma declaração no BBC World Service,  com cópias distribuídas simultaneamente a todos os jornais de Atenas. Atacando os coronéis, exigiu veementemente que “Esta anomalia deve acabar”. Seferis morreu antes do fim da junta. O seu funeral, em 20 de setembro de 1972, transformou-se numa manifestação massiva contra o governo militar.
Também em 1969, Costa-Gavras lançou o filme Z, baseado em livro do célebre escritor de esquerda Vassilis Vassilikos.  O filme, proibido na Grécia, apresentava um relato levemente ficcional dos acontecimentos que cercaram o assassinato do deputado da Esquerda Democrática Unida Grigóris Lambrákis em 1963.  O filme capturou o sentimento de indignação em relação à junta. A trilha sonora do filme foi escrita por Míkis Theodorákis, que foi preso pela junta e mais tarde foi para o exílio, e a música foi contrabandeada para o país e adicionada a outras faixas inspiradoras e underground de Theodorakis. 
Um filme dinamarquês menos conhecido, em grego, Your Neighbour's Son, detalhou a subordinação e o treinamento de jovens simples para se tornarem torturadores da junta.

### Protesto internacional

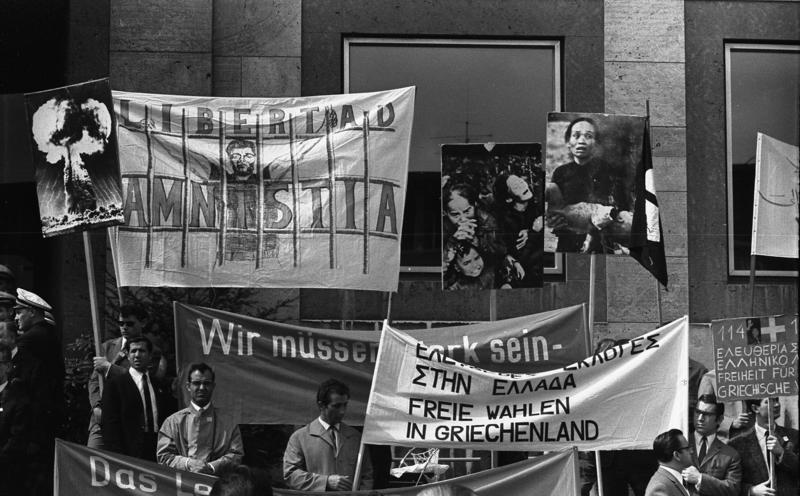
Protesto contra a junta por exilados políticos gregos na Alemanha, 1967

A junta exilou milhares de pessoas, alegando que eram comunistas e/ou “inimigos do país”. A maior parte deles foi submetida ao exílio interno em ilhas gregas desertas, como Makrónisos, Gyaros, Gioura, ou ilhas habitadas como Leros, Agios Efstratios ou Trikeri. Os mais famosos estavam no exílio externo, a maioria dos quais estavam substancialmente envolvidos na resistência, organizando protestos nas capitais europeias ou ajudando e escondendo refugiados da Grécia.
Estes incluíam: Melina Mercouri, atriz, cantora (e, depois de 1981, Ministra da Cultura); Míkis Theodorákis, compositor de canções de resistência;  Kostas Simitis (primeiro-ministro de 1996 a 2004); Andréas Papandréou (primeiro-ministro de 1981 a 1989 e novamente de 1993 a 1996); e Lady Amalia Fleming (esposa de Sir Alexander Fleming, filantropo, ativista político).  Alguns escolheram o exílio, incapazes de suportar a vida sob a junta. Por exemplo, Melina Mercouri foi autorizada a entrar na Grécia, mas permaneceu fora por vontade própria.
Na madrugada de 19 de setembro de 1970, na praça Matteotti, em Gênova, o estudante de geologia Kostas Georgakis ateou fogo a si mesmo em protesto contra a ditadura de Geórgios Papadópulos. A junta atrasou a chegada dos seus restos mortais a Corfu durante quatro meses, temendo a reacção pública e os protestos. Na altura, a sua morte causou sensação na Grécia e no estrangeiro, pois foi a primeira manifestação tangível da profundidade da resistência contra a junta. Ele é o único activista conhecido da resistência anti-junta que se sacrificou. Ele é considerado o precursor de protestos estudantis posteriores, como o levante Politécnico de Atenas. O Município de Corfu dedicou um memorial em sua homenagem, perto de sua casa na cidade de Corfu. 
Num discurso perante o Senado dos EUA em 6 de Novembro de 1971, o senador Lee Metcalf listou os membros da junta grega que serviram nos batalhões de segurança colaboracionistas e denunciou a administração de Richard Nixon por apoiar o que chamou de "junta de colaboradores nazistas".  O escritor, repórter investigativo e jornalista alemão Günter Wallraff viajou para a Grécia em maio de 1974. Enquanto estava na Praça Sintagma, ele protestou contra as violações dos direitos humanos. Foi preso e torturado pela polícia, pois não trazia consigo, propositalmente, nenhum documento que pudesse identificá-lo como estrangeiro. Depois que sua identidade foi revelada, Wallraff foi condenado e sentenciado a 14 meses de prisão. Ele foi libertado em agosto, após o fim da ditadura. 

### Motim deVélos

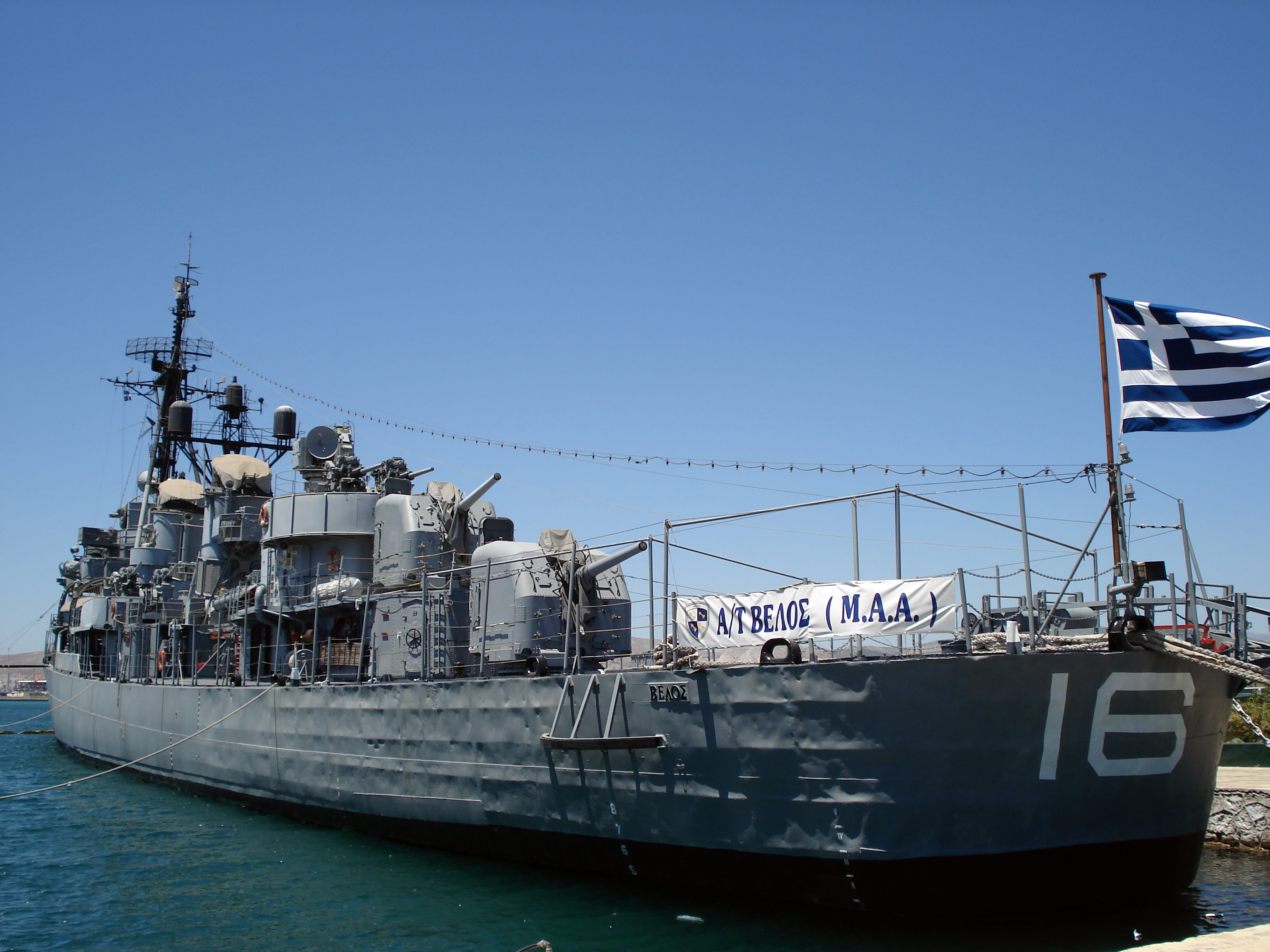
O destruidor Vélos (Βέλος, "Flecha"), agora um navio-museu no Palaio Faliro em Atenas

Num protesto contra a junta, em 23 de maio de 1973, o HNS Velos, sob o comando do comandante Nikolaos Pappas, recusou-se a regressar à Grécia depois de participar num exercício da OTAN e permaneceu ancorado em Fiumicino, Itália. Durante uma patrulha com outros navios da OTAN entre a Itália continental e a Sardenha, o comandante e os oficiais ouviram pela rádio que vários colegas oficiais da Marinha tinham sido presos na Grécia. O Comandante Pappas esteve envolvido num grupo de oficiais democráticos que permaneceram leais ao seu juramento de obedecer à Constituição e planeavam agir contra a junta. Evangelos Averoff também participou do motim de Vélos, pelo qual foi posteriormente preso como "instigador". 
Pappas acreditava que, desde que os seus colegas oficiais anti-junta foram presos, não havia mais esperança de movimento dentro da Grécia. Ele decidiu, portanto, agir sozinho para motivar a opinião pública global. Ele reuniu toda a tripulação na popa e anunciou sua decisão, que foi recebida com entusiasmo pela tripulação. 
Pappas sinalizou as suas intenções ao comandante da esquadra e ao quartel-general da OTAN, citando o preâmbulo do Tratado do Atlântico Norte, que declara que "todos os governos... estão determinados a salvaguardar a liberdade, o patrimônio comum e a civilização dos seus povos, fundados nos princípios da democracia, da liberdade individual e do Estado de direito" e, deixando a formação, navegaram para Roma. Lá, ancorado a cerca de 3,5 milhas náuticas (6 km) de distância da costa de Fiumicino, três alferes desembarcaram em uma baleeira, dirigiram-se ao aeroporto de Fiumicino e telefonaram para as agências de imprensa internacionais, avisando-as da situação na Grécia, da presença do contratorpedeiro e que o capitão realizaria uma conferência de imprensa conferência no dia seguinte. 
Esta acção aumentou o interesse internacional pela situação na Grécia.  O comandante, seis oficiais e vinte e cinco suboficiais solicitaram permissão para permanecer no exterior como refugiados políticos. Na verdade, toda a tripulação pretendia seguir o seu comandante, mas foi aconselhada pelos seus oficiais a permanecer a bordo e regressar à Grécia para informar as famílias e amigos sobre o que aconteceu. Vélos voltou à Grécia depois de um mês com uma tripulação substituta. Após a queda da junta, todos os oficiais e suboficiais retornaram à Marinha. 

## Colapso
O colapso da junta, tanto ideológica como politicamente, foi desencadeado por uma série de acontecimentos que se desenrolaram logo após a tentativa de liberalização de Papadopoulos, com o colapso ideológico a preceder o seu eventual colapso político. Durante e após este processo malfadado, as tensões políticas internas da junta vieram à tona e colocaram as facções da junta umas contra as outras, destruindo assim a coesão aparentemente monolítica da ditadura.
Isto teve o efeito de enfraquecer gravemente a coerência da mensagem política e, consequentemente, a credibilidade do regime. Acontecimentos posteriores mostraram que se tratou de um golpe fatal, do qual a junta nunca recuperou. Ao mesmo tempo, durante a tentativa de liberalização de Papadopoulos, algumas das restrições da junta foram removidas do corpo político da Grécia. Isto levou a exigências de mais liberdades e à agitação política, numa sociedade bem habituada à ação democrática antes da ditadura.

### Normalização e tentativas de liberalização

Estandarte presidencial (1973–1974)

Apesar da sua abordagem dura à dissidência, Papadópulos tinha indicado já em 1968 que estava ansioso por um processo de reforma. Ele havia declarado na época que não queria que a “Revolução” (a junta fala em nome da “ditadura”) se tornasse um “regime”. Ele tentou iniciar reformas em 1969 e 1970, mas foi frustrado pelos membros linha-dura da junta, incluindo Ioannídis. Após sua tentativa fracassada de reforma em 1970, ele ameaçou renunciar. Ele foi dissuadido quando os radicais renovaram sua lealdade pessoal a ele.  Houve uma divisão significativa na junta entre aqueles como Papadópulos, que se identificaram com o legado de Elefthérios Venizélos, e os linha-dura, que se identificaram com Ioánnis Metaxás.
Em 10 de abril de 1970, Papadópulos anunciou a formação do Symvouleftikí Epitropí (Συμβουλευτική Επιτροπή, "Conselho Consultivo") também conhecido como "(pseudo) Parlamento de Papadópulos".   Composto por membros eleitos através de um processo de tipo eleitoral, mas limitado apenas a Ethnikófrones (Εθνικόφρων, "apoiadores do regime"), era bicameral, composto pelo Conselho Consultivo Central e pelo Conselho Consultivo Provincial. O Conselho Central reuniu-se em Atenas, no Edifício do Parlamento. Ambos os conselhos tinham como objetivo assessorar o ditador. No momento do anúncio da formação do conselho, Papadópulos explicou que queria evitar o uso do termo Voulí (Βουλή, "Parlamento") para a Comissão porque soava mal. 
O conselho foi dissolvido pouco antes da tentativa fracassada de Papadópulos de liberalizar o seu regime. À medida que a insatisfação interna crescia no início da década de 1970, e especialmente após um golpe fracassado da Marinha no início de 1973,  Papadópulos tentou legitimar o regime iniciando uma "democratização" gradual (ver também o artigo sobre Metapolitefsi).
Em 1 de junho de 1973, ele aboliu a monarquia e declarou a Grécia uma república, tendo ele mesmo como presidente. Foi confirmado no cargo após um polêmico referendo, cujos resultados não foram reconhecidos pelos partidos políticos. Além disso, procurou o apoio do antigo establishment político, mas garantiu apenas a cooperação de Spíros Markezínis, que foi nomeado primeiro-ministro. Ao mesmo tempo, muitas restrições foram levantadas e o papel do exército foi significativamente reduzido. Papadopoulos pretendia estabelecer uma república presidencialista, com extensos – e dentro do contexto do sistema, quase ditatoriais – poderes conferidos à presidência. A decisão de regressar ao regime político e a restrição do papel dos militares foi ressentida por muitos dos apoiantes do regime no Exército, cuja insatisfação com Papadópulos se tornaria evidente alguns meses depois.

### Revolta no Politécnico
A tentativa violenta de liberalização de Papadópulos não encontrou o apoio de muitos na Grécia. O complicado processo de democratização que ele propôs foi limitado por múltiplos fatores. A sua inexperiência na realização de uma experiência política de democratização sem precedentes foi agravada pela sua tendência para concentrar tanto poder quanto possível nas suas mãos, uma fraqueza que exibiu durante os anos da junta, quando por vezes ocupava múltiplas pastas governamentais de alto escalão. Isto antagonizou especialmente a intelectualidade, cujos principais expoentes eram os estudantes. Os estudantes da Faculdade de Direito de Atenas, por exemplo, manifestaram-se diversas vezes contra a ditadura antes dos acontecimentos no Politécnico. 
A tradição de protesto estudantil sempre foi forte na Grécia, mesmo antes da ditadura. Papadópulos tentou arduamente reprimir e desacreditar o movimento estudantil durante o seu mandato à frente da junta. Mas o processo de liberalização que empreendeu permitiu aos estudantes organizarem-se mais livremente, e isto deu aos estudantes da Universidade Técnica Nacional de Atenas a oportunidade de organizarem uma manifestação que se tornou progressivamente maior e mais eficaz. O ímpeto político estava do lado dos estudantes. Ao perceber isto, a junta entrou em pânico e reagiu violentamente. 
Na madrugada de sábado, 17 de novembro de 1973, Papadópulos enviou o exército para reprimir a greve estudantil e a manifestação do Eléftheroi Poliorkiménoi (Ελεύθεροι Πολιορκημένοι, "Livres Sitiados"), como os estudantes se autodenominavam, no Politécnico de Atenas, que começou em 14 de novembro. Pouco depois das 15h. EET, sob quase total cobertura da escuridão, um tanque AMX 30 colidiu com o portão ferroviário da Politécnica de Atenas, com subsequente perda de vidas. Estima-se que 24 pessoas foram mortas. O exército também ocupou a Praça Sintagma pelo menos no dia seguinte. Até os cafés nas calçadas estavam fechados.
O envolvimento de Ioannídis em incitar os comandantes das unidades a cometerem atos criminosos durante a revolta, para que pudesse facilitar o seu próximo golpe, foi notado na acusação apresentada ao tribunal pelo procurador durante os julgamentos da junta grega, e na sua subsequente condenação no Julgamento do Politécnico, onde foi considerado moralmente responsável pelos acontecimentos.  

### Golpe e regime de Ioannídis
A revolta desencadeou uma série de acontecimentos que puseram fim abruptamente às tentativas de "liberalização" de Papadópulos. 
O brigadeiro Dimítrios Ioannídis, um descontente linha-dura da junta e protegido de longa data de Papadópulos como chefe da temida Polícia Militar, usou o levante como pretexto para restabelecer a ordem pública e encenou um contra-golpe que derrubou Papadópulos e Spíros Markezínis em 25 de novembro. A lei militar foi restabelecida e a nova junta nomeou o general Phaedon Gizikis como presidente e o economista Adamantíos Andrutsópulos como primeiro-ministro, embora Ioannídis continuasse a ser o homem-forte nos bastidores.
A intervenção oportunista e opressiva de Ioannídis teve o efeito de destruir o mito de que a junta era um grupo idealista de oficiais do exército com exatamente os mesmos ideais que vieram salvar a Grécia usando a sua sabedoria coletiva. O princípio principal da ideologia da junta (e da mitologia) desapareceu, assim como o colectivo. Por defeito, ele continuou a ser o único homem no topo depois de derrubar os outros três dirigentes da junta. Caracteristicamente, ele citou razões ideológicas para expulsar a facção Papadopoulos, acusando-os de se afastarem dos princípios da Revolução, especialmente de serem corruptos e de usarem indevidamente os seus privilégios como oficiais do exército para obter ganhos financeiros.
Papadopoulos e a sua junta sempre afirmaram que a “revolução” de 21 de Abril de 1967 salvou a Grécia do antigo sistema partidário. Agora Ioannídis estava, com efeito, a afirmar que o seu golpe salvou a revolução da facção Papadópulos. A disfunção, bem como a fragmentação e fraccionamento ideológico da junta, foram finalmente expostas. Ioannídis, no entanto, não fez estas acusações pessoalmente, pois sempre tentou evitar publicidade desnecessária. As transmissões de rádio, seguindo o já familiar cenário de "golpe em andamento", com música marcial intercalada com ordens militares e anúncios de toque de recolher, repetiam continuamente que o exército estava retomando as rédeas do poder para salvar os princípios da revolução e que a derrubada do governo Papadópulos-Markezínis foi apoiado pelo exército, marinha e força aérea. 
Ao mesmo tempo, anunciaram que o novo golpe era uma "continuação da revolução de 1967" e acusaram Papadópulos de "se afastar dos ideais da revolução de 1967" e de "empurrar o país para um regime parlamentar demasiado rapidamente". 
Antes de tomar o poder, Ioannídis preferia trabalhar nos bastidores e nunca ocupou qualquer cargo formal na junta. Ele era agora o líder de facto de um regime fantoche composto por membros, alguns dos quais foram detidos por soldados da Polícia Militar Grega (ESA) em jipes itinerantes para servir e outros que foram simplesmente escolhidos por engano.   O método Ioannídis de formar um governo desferiu mais um golpe na credibilidade cada vez menor do regime, tanto no país como no estrangeiro.
A nova junta, apesar das suas origens pouco auspiciosas, prosseguiu uma repressão interna agressiva e uma política externa expansionista.

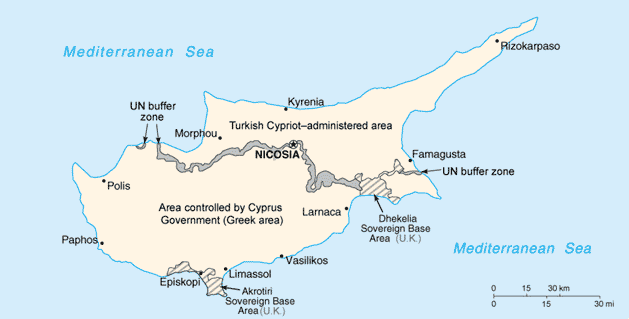
Mapa mostrando a divisão de Chipre

### Golpe de Estado cipriota, invasão turca e queda da junta

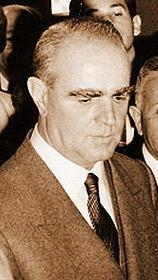
Konstantínos Georgios Karamanlís liderou a transição do país para a democracia, o estabelecimento da Terceira República Helênica, o julgamento dos líderes da junta e o expurgo de seus membros no Exército.

Patrocinado por Ioannídis, em 15 de julho de 1974, um golpe de estado na ilha de Chipre derrubou o Arcebispo Makarios III, o Presidente cipriota. A Turquia respondeu a isso invadindo Chipre e ocupando a parte norte da ilha, após intensos combates com as Forças ELDYK cipriotas e gregas (ΕΛ.ΔΥ.Κ. (Ελληνική Δύναμη Κύπρου), "Força Grega para Chipre"). Durante um conselho militar, Ioannídis teria dito com raiva ao ministro americano Joseph J. Sisco (que estava presente) "Você nos traiu! Você nos garantiu que impediria qualquer desembarque turco". 
Havia um receio fundado de que uma guerra total com a Turquia fosse iminente. O fiasco de Chipre levou a que altos oficiais militares gregos retirassem o seu apoio ao homem forte da junta, Brigadeiro Dimítrios Ioannídis. O presidente nomeado pela junta, Phaedon Gizikis, convocou uma reunião de políticos da velha guarda, incluindo Panagiótis Kanellópulos, Spíros Markezínis, Stéfanos Stefanópulos, Evángelos Avéroff e outros.
A agenda era nomear um governo de unidade nacional que conduziria o país às eleições. Embora o ex-primeiro-ministro Panagiótis Kanellópulos tenha sido originalmente apoiado, em 23 de julho, Gizikis finalmente convidou o ex-primeiro-ministro Konstantínos Karamanlís, que residia em Paris desde 1963, para assumir o cargo.  Karamanlis regressou a Atenas num Learjet da presidência francesa que lhe foi disponibilizado pelo presidente Valéry Giscard d'Estaing, um amigo pessoal próximo, e foi empossado como primeiro-ministro no governo do presidente Phaedon Gizikis. O novo partido de Karamanlís, a Nova Democracia, venceu as eleições gerais de novembro de 1974 e ele se tornou primeiro-ministro. 
A democracia parlamentar foi assim restaurada e as eleições legislativas gregas de 1974 foram as primeiras eleições livres realizadas numa década. Um referendo realizado em 8 de dezembro de 1974 rejeitou o restabelecimento da monarquia por uma margem de 2 para 1, e a Grécia tornou-se uma república. 

## Julgamentos da Junta (1975)
Em Janeiro de 1975, os membros da junta foram presos e no início de Agosto do mesmo ano o governo de Konstantínos Karamanlís apresentou acusações de alta traição e insurreição contra Geórgios Papadópulos e dezanove outros co-conspiradores da junta militar.  O julgamento em massa foi realizado na prisão de Korydallos. O julgamento foi descrito como o "Nuremberg da Grécia".  Mil soldados armados com submetralhadoras forneceram segurança.  As estradas que levam à prisão eram patrulhadas por tanques. 
Papadópulos, Pattakós, Makarézos e Ioannidis foram condenados à morte por alta traição.  Estas sentenças foram posteriormente comutadas para prisão perpétua pelo governo Karamanlís por razões humanitárias. Um plano para conceder amnistia aos dirigentes da junta pelo governo Konstantínos Mitsotákis em 1990 foi cancelado após protestos de conservadores, socialistas e comunistas. 
Papadópulos morreu no hospital em 1999, após ser transferido de Korydallos, enquanto Ioannídis permaneceu encarcerado até sua morte em 2010. Este julgamento foi seguido por um segundo julgamento centrado nos acontecimentos e assassinatos durante a revolta do Politécnico de Atenas e um terceiro denominado "O julgamento dos torturadores". 

## Legado e opinião pública grega
As repercussões históricas da junta foram profundas e ainda hoje são sentidas na Grécia. Internamente, a ausência de direitos civis e a opressão que se seguiu criaram um sentimento de medo e perseguição entre muitos membros da população, criando trauma e divisão que persistiram muito depois da queda da junta. O desastre de Chipre criou uma tragédia que ainda está em curso.    
Embora o fiasco de Chipre tenha sido devido às ações de Ioannídis,  foi Papadópulos quem iniciou o ciclo de golpes. Externamente, a ausência de direitos humanos num país pertencente ao Bloco Ocidental durante a Guerra Fria foi uma fonte contínua de constrangimento para o mundo livre, e esta e outras razões fizeram da Grécia um pária internacional no estrangeiro e interromperam o seu processo de integração com a União Europeia com custos de oportunidade incalculáveis. 
O regime de 21 de Abril continua a ser altamente controverso até hoje, com a maioria dos gregos a manter opiniões muito fortes e polarizadas em relação a ele. De acordo com um inquérito da Kapa Research publicado no jornal de centro-esquerda To Vima em 2002, a maioria do corpo eleitoral (54,7%) considera que o regime foi mau ou prejudicial para a Grécia, enquanto 20,7% consideram que foi bom para a Grécia. A Grécia e 19,8% acreditam que não foi bom nem prejudicial.  Em abril de 2013, a Pesquisa Metron Analysis descobriu que 30% dos gregos ansiavam pelos "melhores" dias da Junta. 
As experiências na Grécia foram formativas para vários oficiais da CIA, incluindo Clair George e Gust Avrakotos. Avrakotos, por exemplo, lidou com as consequências quando a Organização Revolucionária 17 de Novembro assassinou o seu superior, o chefe da estação da CIA, Richard Welch, em 1975. Muitos dos seus associados ligados à junta também foram assassinados neste período. O próprio Avrakotos teve seu disfarce descoberto pela mídia e sua vida ficou em perigo.  Em 1999, o presidente dos EUA, Bill Clinton, pediu desculpas em nome do governo dos EUA por apoiar a junta militar em nome das táticas da Guerra Fria.  
Tem havido especulação de que os efeitos sociais persistentes da junta desempenharam um papel na ascensão do Aurora Dourada, um partido de extrema direita que conquistou dezoito assentos no parlamento em duas eleições sucessivas em 2012, no meio da crise da dívida em curso na Grécia. O líder da Aurora Dourada, Nikolaos Michaloliakos, conheceu os líderes da junta enquanto estava na prisão e foi inspirado a lançar as bases do partido. Alguns ligaram o alegado apoio à Aurora Dourada por parte de agentes da Polícia Helênica às declarações do partido de simpatia pela junta, que os comentadores observam que apelariam aos polícias cujos meios de subsistência estão ameaçados por duras medidas de austeridade. 